# Jewel Motor Car Company

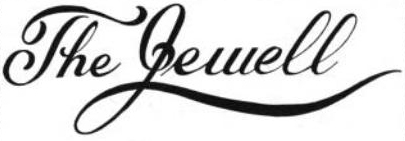
Logo Jewell von 1906

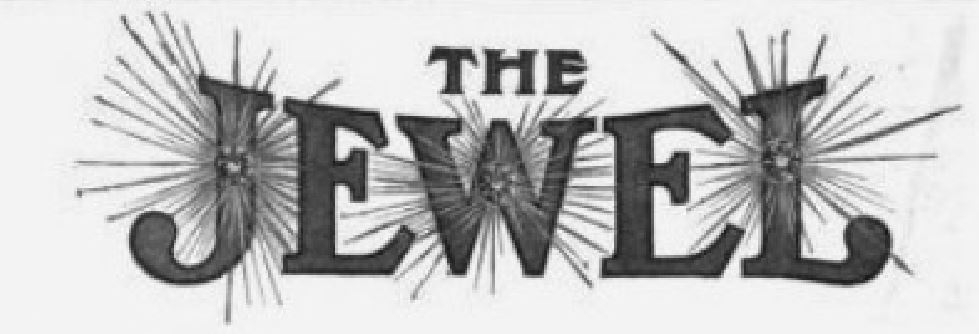
Logo Jewel von 1909

Die Jewel Motor Car Company war ein US-amerikanischer Automobilhersteller. Die Firma wurde als Forest City Motor Car Company von W. E. Stone, George J. Weitz, Philip Lehr, Frank R. Wall und Charles Eby 1906 in Cleveland (Ohio) gegründet. Cleveland wurde auch „Forest City“ genannt – daher der Name.

## Beschreibung
1905 entstand ein Prototyp, der Forest City genannt wurde.
Noch vor Beginn der Serienherstellung zog die Firma ins 100 km südlich gelegene Massillon (Ohio), der Heimat von Charles Eby, um. Dann begann der Bau eines hochrädrigen Runabout mit Einzylindermotor, der den Namen Jewell (mit zwei L!) erhielt. In diesem und im folgenden Jahr konnten sich diese Wagen auf dem Markt nicht recht durchsetzen, und so entschloss man sich 1908, diese Highwheeler auslaufen zu lassen und stattdessen modernere und größere Wagen zu bauen.
Um den Misserfolg des ersten Produktes vergessen zu machen, nannte man den neuen Wagen Jewel (mit einem L!) und stattete das Vierzylindermodell mit einem Motor von der Rutenber Motor Company aus. Diese Tourenwagen und Taxis verkauften sich besser und so benannte man die ganze Firma 1909 in Jewel Motor Car Company um.
Bereits 1907 war Herbert A. Croxton in die Firma eingestiegen und war ihr Präsident geworden. Ende 1909 fand er mit Forest M. Keeton einen neuen Kompagnon und die Firma wurde erneut umbenannt. Die neue Croxton-Keeton Motor Company stellte die Fertigung des Jewel ein und produzierte Autos unter eigenem Namen.
Eine Quelle gibt an, dass etwa 1000 Fahrzeuge entstanden.

## Modelle
| Marke       | Modell        | Bauzeitraum | Zylinder | Leistung        | Radstand     | Aufbauten                                                |
| ----------- | ------------- | ----------- | -------- | --------------- | ------------ | -------------------------------------------------------- |
| Forest City |               | 1905        | 1        |                 |              |                                                          |
| Jewell      | B / C / D / E | 1906–1907   | 1        | 8 bhp (5,9 kW)  | 1524–1727 mm | Runabout 2 Sitze                                         |
| Jewel       | D / E         | 1908        | 1        | 10 bhp (7,4 kW) | 1778 mm      | Runabout 2 Sitze                                         |
| Jewel       | 40 hp         | 1908–1909   | 4 Reihe  | 40 bhp (29 kW)  | 3048 mm      | Roadster 3 Sitze, Tourenwagen 5 Sitze, Limousine 7 Sitze |
| Jewel       | 20/30 hp      | 1909        | 4 Reihe  | 30 bhp (22 kW)  | 2819 mm      | Landaulet 4 Sitze, Taxi 5 Sitze                          |

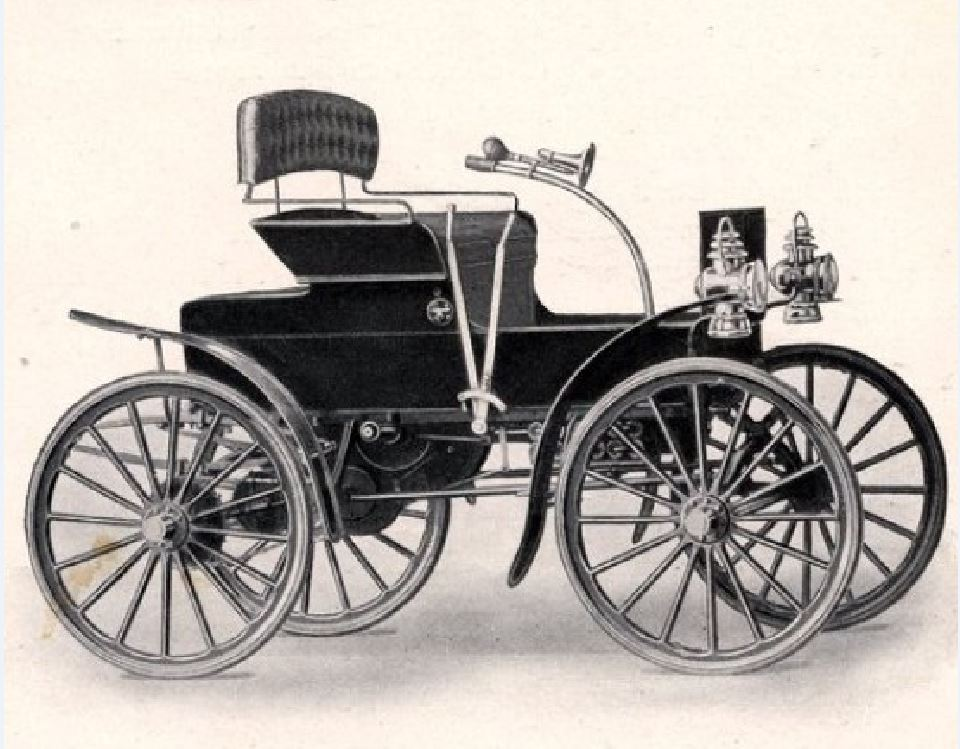
Jewell Model B von 1906
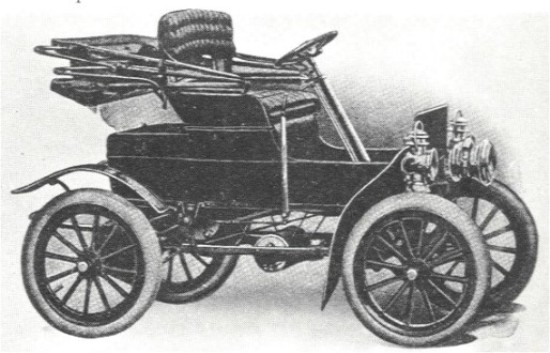
Jewell Model D von 1907
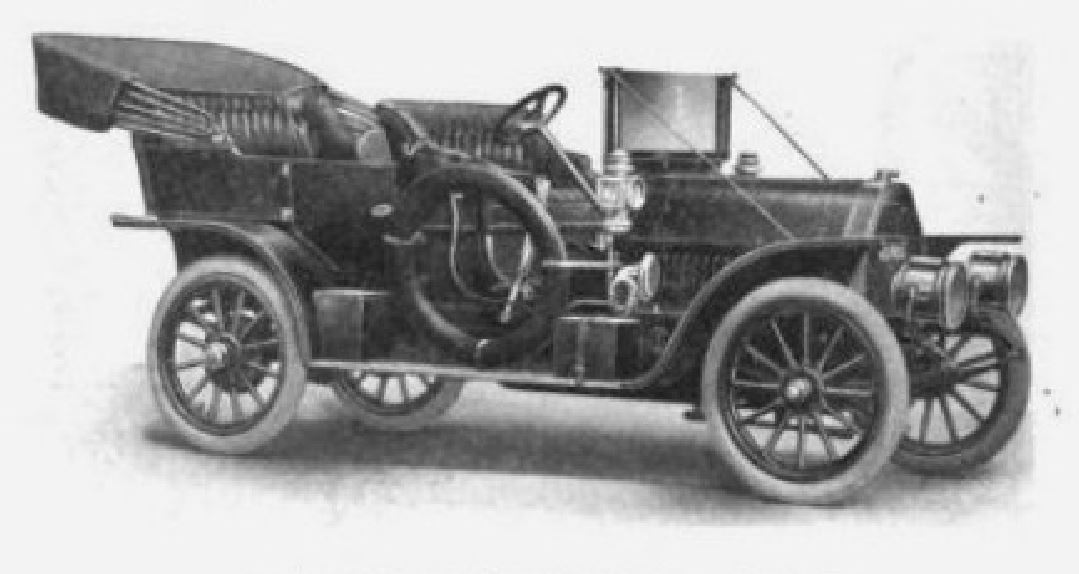
Jewel 40 hp von 1909